# Ніколае Піку
Ніколае Піку (рум. Nicolae Picu; варіанти: рум. Neculai, Nicolai; 1789, Сучава — 2 жовтня 1864, Сучава) — румунський скрипаль-леутар з Буковинського герцогства.
Він відіграв значну роль у передачі народних мелодій професійним музикантам міжнародного рівня (Ференц Ліст, Кароль Мікулі), тим самим відкривши румунську леутарську музику академічному музичному світу свого часу.

## Біографія
Народився в 1789 році в родині румунських селян греко-католицького віросповідання з околиць Сучави. З 1801 року почав обходити села в пошуках ангажементів, переважно на весілля. З 1803 року став запрошуватися на боярські двори, особливо отримавши визнання в родині Гурмузакі.
З 1820 року влітку почав виступати в Лопушні — бальнеокліматичному курорті біля Берегомета, який служив улюбленим місцем зустрічі буковинського дворянства. Буковинський адвокат, музикант і політик Леон де Гоян згадує про свою поїздку влітку 1851 або 1852 року з батьками на води в Лопушну (цитується за книгою Послушнику):
«На радість душевну відвідувачів, як і щороку, грала там капела леутарів під керівництвом скрипаля і капельмейстера Некулая Піку, прозваного також Мош Некулай. У Лопушні цей оркестр складався з дванадцяти осіб, серед яких був один най, одна або дві кобзи, віолончеліст, а решта — скрипки; можливо, був там і альт.
…Грав цей тараф досить злагоджено, і в його програмі переважали румунські пісні, хори, дойни та жалобні пісні. Мош Некулай, людина середнього зросту, міцної статури, світловолосий, одягнений у старовинний молдавський наряд — з зебуном, антеріу, кушаком, на голові сплюснутий фес із синім китицем — був справжнім артистом скрипки: він майстерно витягував із інструмента звук повний, потужний і сповнений почуття. Але як же проникливо він грав плачевну дойну та жалобні пісні — до того, що не раз сльози виступали на очах слухачів.
Він виконував також танцювальні арії всіх народів, а сольні п'єси грав із справжнім віртуозністю — зокрема одну турецьку п'єсу з довгим тремоло…

Особливо тепле спогад про Моша Некулая я зберігаю завдяки одній хорі, яку я вивчив у нього — це хора в соль мінорі, що знаходиться в збірці Кароля Мікулі під заголовком „12 (48) румунських народних пісень“, № III…»

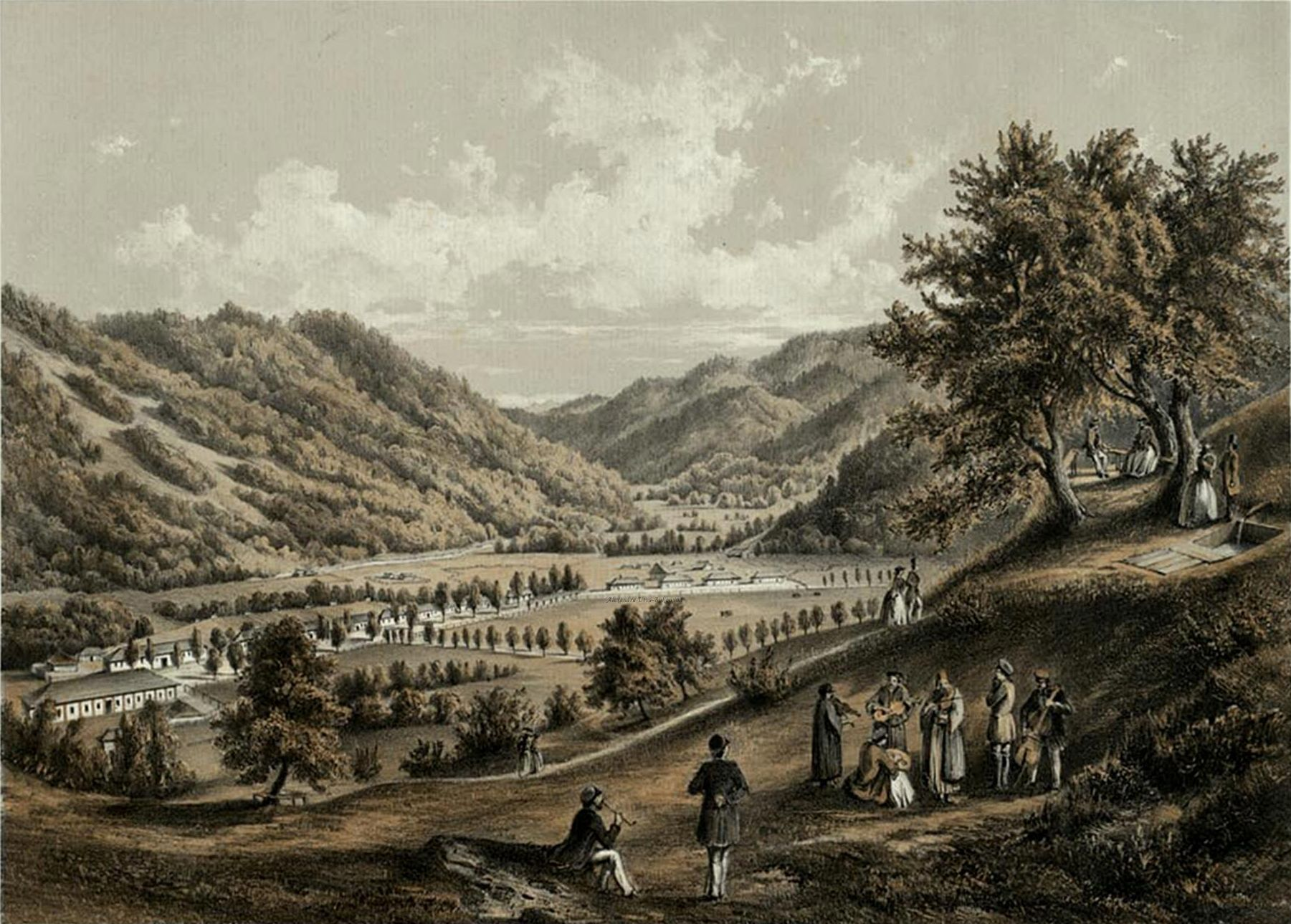
, Bad Lopuszna (1870). Тараф Ніколае Піку на тлі пейзажу Лопушни.

У травні 1847 року, за запрошенням Євдоксія Гурмузакі, Чернівці відвідав Ференц Ліст. Він дав два концерти в Hôtel de Moldavie. У будинку родини Гурмузакі Ліст слухав тараф Ніколае Піку. Після цієї зустрічі Ліст почав роботу над «Румунською рапсодією для фортепіано» (1848), використовуючи, поряд із темами, почутими раніше в Яссах від Барбу Леутару, також і мелодії з репертуару Піку, включаючи Corăbească.

У 1849 році буковинський композитор Кароль Мікулі, учень Фридерика Шопена, склав фольклорну колекцію, що складалася з чотирьох зошитів фортепіанних транскрипцій. Згодом вона була опублікована у Франції під назвою Douze airs nationaux roumains. Її основою став репертуар Ніколае Піку. Серед найбільш відомих творів — Hora cea cu flori la pălărie, Hora în ghe mol, Arcanul, Buciumul та інші. Ініціатива знову виходила від родини Гурмузакі. Син Євдоксія, Константін Гурмузакі, у листі від 14 листопада 1851 року румунському літератору та політичному діячеві Георге Бариціу писав:
«Досі цей рідкісний талант [Кароль Мікулі], під безпосереднім наглядом і заохоченням моїм і моєї сестри Сефтики, записав за виконанням найкращих леутарів, яких я привіз із різних країв, понад 36 народних пісень — з числа найпрекрасніших. У скорому часі вони будуть відправлені до Липська.»
На початку 1850-х Піку став учителем буковинського скрипаля-леутара Грігоре Віндереу.
Помер 2 жовтня 1864 року в Сучаві на 75-му році життя.

## Пам'ять
У 1899 році Ніколае Піку був названий найвидатнішим буковинським леутаром у 24-томній ілюстрованій енциклопедії всіх земель австрійської корони, «Австро-Угорська монархія в описах і зображеннях», відомій також як Kronprinzenwerk. В Австрійській національній бібліотеці зберігається гуаш із зображенням Ніколае Піку, створена як ескіз до тому енциклопедії, присвяченого Буковині.
Репертуар Ніколае Піку був відновлений тарафом Zicălașii із Сучави.

## Відео
- Zicălașii. Ultimii lăutari ai Bucovinei — Nicolae Picu. YouTube.{{cite web}}:  Обслуговування CS1: Сторінки з параметром url-status, але без параметра archive-url (посилання)
- Taraful Alexandru Bidirel. Joc: Corăbească. YouTube.{{cite web}}:  Обслуговування CS1: Сторінки з параметром url-status, але без параметра archive-url (посилання)

## Додаткова література
- Liszt, Franz (1859). Des Bohémiens et de leur musique en Hongrie [Роми та їх музика в Угорщині] (фр.). Paris: Librairie Nouvelle.
- Chiseliță, Vasile (2002). Muzica instrumentală din nordul Bucovinei. Repertoriul de fluier [Інструментальна музика північної Буковини. Репертуар для флуєра] (рум.). Chișinău: Știința. ISBN 9975-67-256-6.